# Liste der Kulturgüter in Wasterkingen
Die Liste der Kulturgüter in Wasterkingen enthält alle Objekte in der Gemeinde Wasterkingen im Kanton Zürich, die gemäss der Haager Konvention zum Schutz von Kulturgut bei bewaffneten Konflikten, dem Bundesgesetz vom 20. Juni 2014 über den Schutz der Kulturgüter bei bewaffneten Konflikten sowie der Verordnung vom 29. Oktober 2014 über den Schutz der Kulturgüter bei bewaffneten Konflikten unter Schutz stehen.
Es gibt weder A- noch B-Objekte, Objekte der Kategorie C fehlen zurzeit (Stand: 1. Januar 2023). Unter übrige Baudenkmäler sind geschützte Objekte zu finden, die im Verzeichnis der Objekte von überkommunaler Bedeutung der kantonalen Denkmalpflege zu finden sind. 

## Übrige Baudenkmäler
| ID              | Foto |                 | Objekt                            | Kat.   | Typ | Standort                            | Beschreibung |
| --------------- | ---- | --------------- | --------------------------------- | ------ | --- | ----------------------------------- | ------------ |
| 07000007        |      | Datei hochladen | Ehemaliges Bauernhaus mit Anbau   | C      | G   | Ausserdorfstrasse 7 677827 / 271504 |              |
| 07000034        |      | Datei hochladen | Ehemalige Schmiede                | C      | G   | Stockenstrasse 34 677847 / 271607   |              |
| 07000038        |      | Datei hochladen | Ehemaliges Bauernhaus             | C      | G   | Oberdorfstrasse 38 677807 / 271582  |              |
| 07000041        |      | Datei hochladen | Ehemaliges Schulhaus              | C      | G   | Oberdorfstrasse 41 677796 / 271615  |              |
| 07000043        |      | Datei hochladen | Wohnhaus mit Scheune              | B reg. | G   | Oberdorfstrasse 43 677793 / 271552  |              |
| 07000044        | ja   | Datei hochladen | Reformiertes Kirche               | B reg. | G   | Oberdorfstrasse 44 677766 / 271560  |              |
| 07000053        | ja   | Datei hochladen | Altes Primarschulhaus             | B reg. | G   | Oberdorfstrasse 53 677696 / 271587  |              |
| 07000083        |      | Datei hochladen | Ehemalige Wirtschaft zum Sternen  | C      | G   | Unterdorfstrasse 83 677523 / 271636 |              |
| 07000088        |      | Datei hochladen | Ehemaliges Bauernhaus, Hausteil 1 | C      | G   | Haldenstrasse 88 677481 / 271610    |              |
| 07000288        |      | Datei hochladen | Ehemaliges Bauernhaus, Hausteil 2 | C      | G   | Haldenstrasse 88 677490 / 271611    |              |
| 070BRUNNEN00001 |      | Datei hochladen | Dorfbrunnen                       | B reg. | K   | Oberdorfstrasse 677840 / 271585     |              |

Hinweise zur Legende in dieser Liste:
- Anstelle der KGS-Nummer wird als Objekt-Identifikator (ID) die Inventarnummer im Verzeichnis der Objekte von überkommunaler Bedeutung des kantonalen Denkmalschutzamtes verwendet.
- Bei den Kategorien wird wie folgt unterschieden: B kant. = Objekt von kantonaler Bedeutung (Kanton Zürich); B reg. = Objekt von regionaler Bedeutung (Kanton Zürich)